# Reiji Sato
Reiji Sato (佐藤令治 "Satō Reiji" Kitakata, Fukushima, Japón, 5 de marzo de 1993), es un futbolista Japonés. Juega como Centrocampista en los Estudiantes Tecos.

## Carrera
Comenzó su trayectoria en la JFA Academy Fukushima de Japón, hasta que se unió a las fuerzas básicas de Monarcas Morelia en 2013.
En 2014 lo ficha Estudiantes Tecos de la Segunda División de México.

### Selección nacional
Ha jugado en las categorías inferiores de Japón.

## Clubes
| Club                             | País   | Año    |
| -------------------------------- | ------ | ------ |
| Monarcas Morelia                 | México | 2013   |
| Club Deportivo Estudiantes Tecos | México | 2014 - |